# Зибольд, Карл фон
Карл Теодор Эрнст фон Зибольд (нем. Karl Theodor Ernst von Siebold; 16 февраля 1804, Вюрцбург — 7 апреля 1885, Мюнхен) — германский физиолог и зоолог. Внук хирурга Карла Каспара фон Зибольда.
Член Германской академии естествоиспытателей «Леопольдина» (1840), иностранный член-корреспондент Петербургской академии наук (1855), иностранный член Лондонского королевского общества (1858).

## Биография
Учился в Гёттингене и в Берлине.
В 1840 году Зибольд стал профессором физиологии и сравнительной анатомии в Эрлангене, потом во Фрайбурге и Бреслау, где одновременно был и директором Физиологического института. Среди его известных учеников был зоолог Рудольф Виллемос-Зум.
Для основания такого же Института он был приглашён в качестве профессора физиологии и сравнительной анатомии в Мюнхен, где позднее стал профессором зоологии и первым директором Зоологическо-зоотомического кабинета.
Зибольд внёс значительный вклад в развитие зоологии своими исследованиями по строению, образу жизни и размножению низших животных.
В 1849 году Зибольд начал издавать в Лейпциге вместе с Альбертом Кёлликером (1817—1905) «Zeitschrift für wissenschaftliche Zoologie», один из лучших зоологических журналов.

## Труды
- «Lehrbuch d. vergl. Anatomie d. wirbellosen Thiere» (Берлин, 1848)
- «Ueber die Band- und Blassenwurmer» (Лейпциг, 1854)
- «Wahre Parthenogenesis bei Schmetterlingen und Bienen» (Лейпциг, 1856)
- «Beiträge zur Parthenogenesis der Arthropoden» (Лейпциг, 1871)
- «Die Süsswasserfische von Mitteleuropa» (Лейпциг, 1863)